# Finn Jeltsch
Finn Jeltsch (Neuendettelsau, 17 luglio 2006) è un calciatore tedesco, difensore dello Stoccarda.

## Caratteristiche tecniche
È un difensore centrale.

## Carriera

### Club
Cresce calcisticamente nel settore giovanile del Norimberga, con cui esordisce in prima squadra nel febbraio del 2024 subentrando ad Ahmet Gürleyen in occasione della partita di campionato giocata contro il Kaiserslautern. Il 1º dicembre 2024 mette a segno la sua prima rete da professionista aprendo le marcature nel 2-2 finale dell'incontro di 2. Bundesliga contro il Fortuna Düsseldorf.
Il 3 febbraio 2025 Jeltsch firma un contratto di quattro anni e mezzo con lo Stoccarda. Dopo dodici giorni debutta coi Roten nell'incontro di Bundesliga perso per 2-1 contro il Wolfsburg, avvicendando Josha Vagnoman nei minuti finali.

### Nazionale
Con la rappresentativa giovanile tedesca Under-17 ha vinto il campionato mondiale di calcio Under-17 2023 in Indonesia e il campionato europeo di calcio Under-17 2023 in Ungheria. Ha giocato per tutte le selezioni in base all'età, fino all'Under-19.

## Statistiche

### Presenze e reti nei club
Statistiche aggiornate al 16 marzo 2025.
| Stagione          | Squadra           | Campionato        | Campionato | Campionato | Coppe nazionali | Coppe nazionali | Coppe nazionali | Coppe continentali | Coppe continentali | Coppe continentali | Altre coppe | Altre coppe | Altre coppe | Totale | Totale |
| Stagione          | Squadra           | Comp              | Pres       | Reti       | Comp            | Pres            | Reti            | Comp               | Pres               | Reti               | Comp        | Pres        | Reti        | Pres   | Reti   |
| ----------------- | ----------------- | ----------------- | ---------- | ---------- | --------------- | --------------- | --------------- | ------------------ | ------------------ | ------------------ | ----------- | ----------- | ----------- | ------ | ------ |
| 2023-2024         | Norimberga        | 2BL               | 13         | 0          | CG              | 0               | 0               | -                  | -                  | -.                 | -           | -           | -           | 13     | 0      |
| 2024-gen. 2025    | Norimberga        | 2BL               | 18         | 1          | CG              | 2               | 0               | -                  | -                  | -.                 | -           | -           | -           | 20     | 1      |
| Totale Norimberga | Totale Norimberga | Totale Norimberga | 31         | 1          |                 | 2               | 0               |                    | -                  | -                  |             | -           | -           | 33     | 1      |
| feb.-giu. 2025    | Stoccarda         | BL                | 4          | 0          | CG              | 0               | 0               | UCL                | -                  | -                  | SG          | -           | -           | 4      | 0      |
| Totale carriera   | Totale carriera   | Totale carriera   | 35         | 1          |                 | 2               | 0               |                    | 0                  | 0                  |             | 0           | 0           | 37     | 1      |

## Palmarès

### Competizioni nazionali
- Coppa di Germania: 1

Stoccarda: 2024-2025

### Nazionale
- Campionato europeo maschile under 17 di calcio: 1

Ungheria 2023
- Campionato mondiale di calcio Under-17: 1

Indonesia 2023